# Cmentarz żydowski w Lądku Zdroju
Cmentarz żydowski w Lądku Zdroju – został założony w XIX wieku i zajmuje powierzchnię 0,3 ha. Został zdewastowany przez nazistów, a potem władze PRL. Zachowały się jedynie fragmenty ogrodzenia. Położony jest przy ul. Śnieżnej, jako ostatni, najwyżej położony cmentarz spośród kolejnych (po komunalnym i parafialnym).

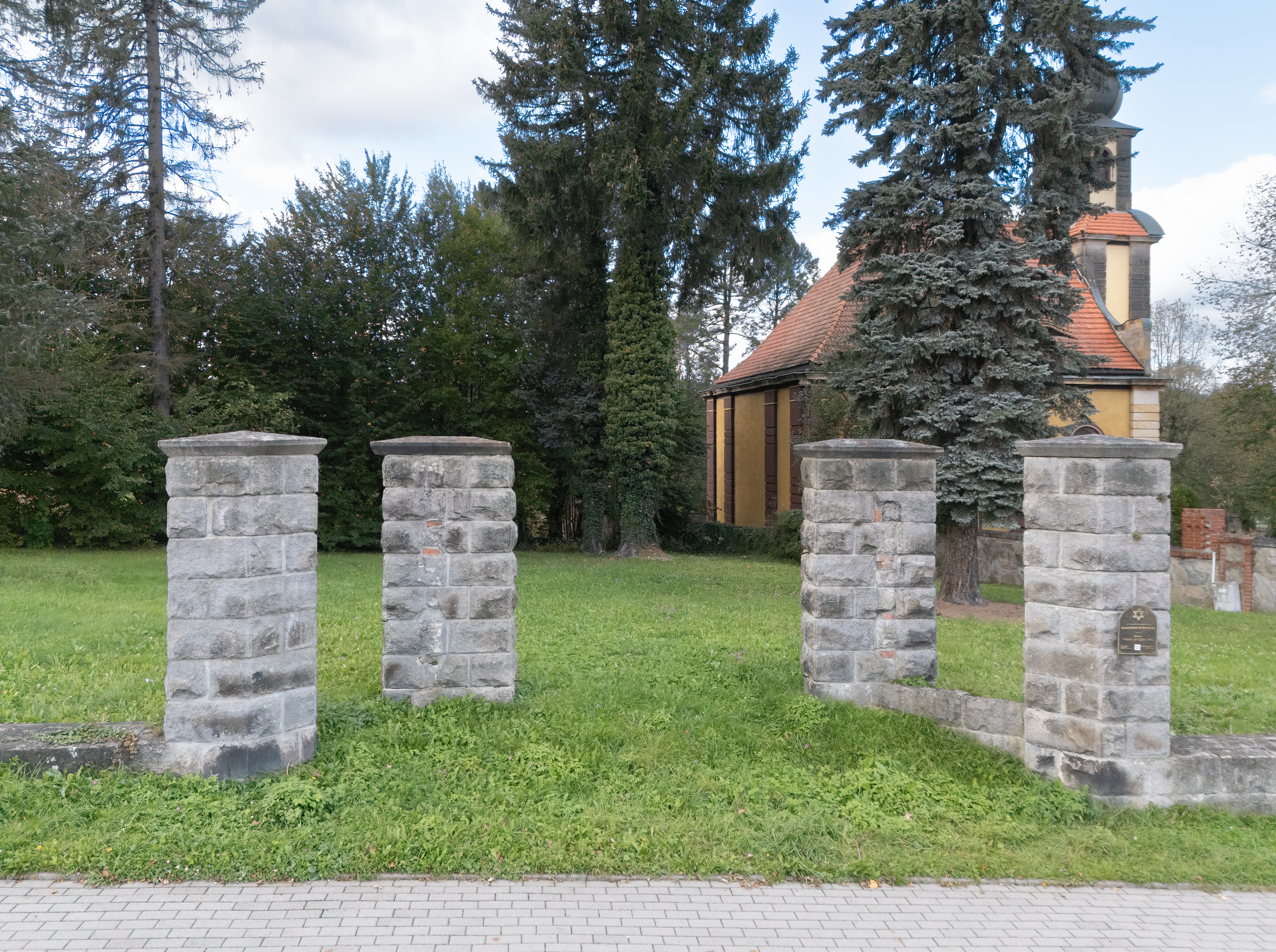
Brama do dawnego cmentarza